# Denver Botanic Gardens

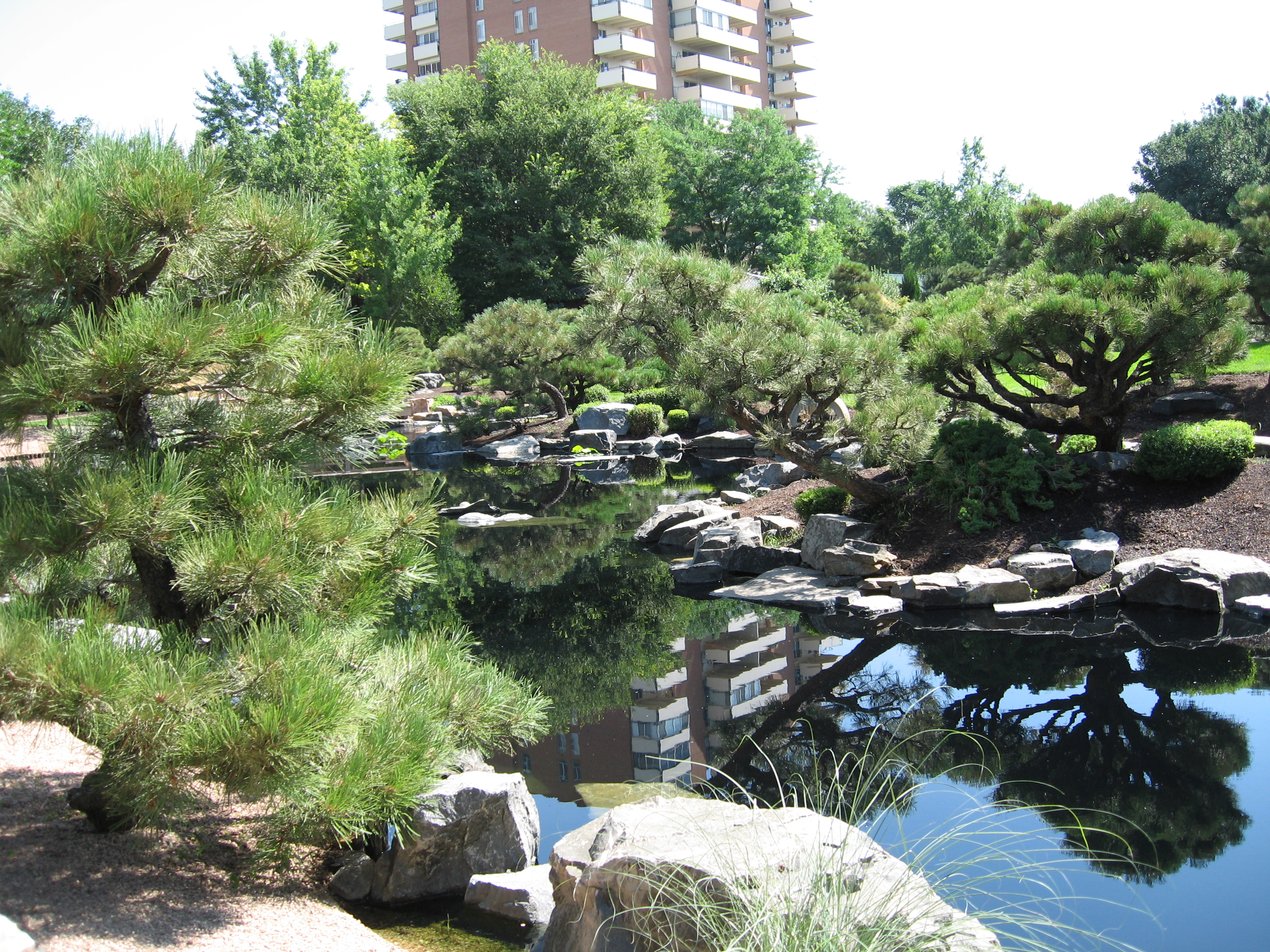
Japanse tuin

Denver Botanic Gardens is de naam van een botanische tuin in Denver (Colorado). De botanische tuin richt zich op de kennismaking van mensen met planten. De tuin concentreert zich hierbij met name op planten uit de Rocky Mountains en vergelijkbare gebieden in de wereld.
Naast de tuin in Denver aan de York Street van 9 ha, vallen de Centennial Gardens (2 ha) aan de Little Raven Street in Denver, de Denver Botanic Gardens at Chatfield (300 ha) in Littleton (Colorado) en Mount Goliath in Clear Creek County onder het beheer van de Denver Botanic Gardens. Deze tuinen tonen de gevarieerde ecosystemen in Colorado.

## Plantencollectie
De levende plantencollectie valt uiteen in zeven groepen: alpiene planten, planten die geschikt zijn om te kweken in de Rocky Mountains en de Great Plains, waterplanten, cactussen en andere succulenten, planten die van nature (voor de komst van de Europeanen) voorkomen in de westelijke Verenigde Staten, planten van steppen en planten uit tropische regenwouden uit de hele wereld.
De alpiene collectie omvat planten uit de geslachten Acantholimon, Aethionema, Allium, Campanula, Crocus, Cyclamen, Daphne, Dianthus, Ephedra, Geranium, Helleborus, Iris, Penstemon, Phlox, Pinus, Plantago, Salvia, Saxifraga, Sempervivum, Stipa en Veronica.
De collectie planten die geschikt zijn om te kweken in de Rocky Mountains en de Great Plains omvat planten uit de geslachten Hemerocallis, Iris, Paeonia, Rosa, Syringa en Viburnum.
De collectie waterplanten omvat winterharde en tropische waterlelies, lotussen, Victoria amazonica, Victoria cruziana, tropische en winterharde overplanten, drijvende waterplanten en vleesetende planten.
De collectie cactussen en succulenten is verdeeld in een winterharde en een niet-winterharde collectie. De winterharde collectie omvat vertegenwoordigers uit negen plantenfamilies met de focus op vijf families: Agavaceae, Aizoaceae, Cactaceae (met name Opuntia, Cylindropuntia en Echinocereus), Crassulaceae (met name Sempervivum en Sedum) en Portulacaceae. De niet-winterharde collectie omvat vertegenwoordigers uit twintig plantenfamilies en is gevestigd een succulentenkas.
De collectie planten die van nature voorkomen in de westelijke Verenigde Staten is verdeeld in planten die van nature (maar niet exclusief) voorkomen in Colorado en planten die van nature voorkomen in de rest van de westelijke Verenigde Staten (niet in Colorado).
De collectie steppeplanten bevat planten uit steppen in Afrika, Azië, Noord-Amerika en Zuid-Amerika.

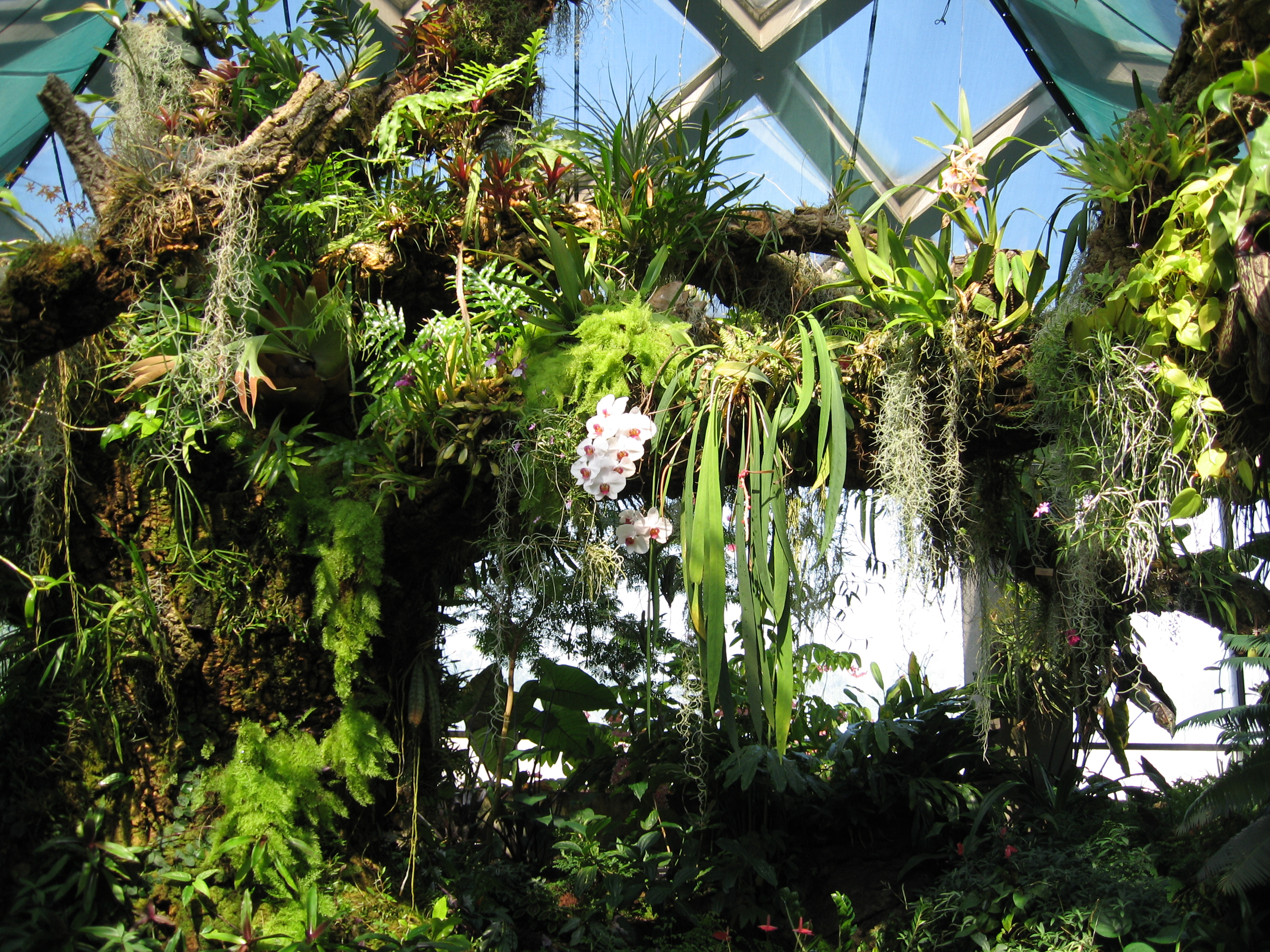
Epifytische orchideeën in Boettcher Memorial Tropical Conservatory

De collectie tropische planten is ondergebracht in een kassencomplex: de Boettcher Memorial Tropical Conservatory. Deze collectie omvat bijna 3500 taxa die meer dan 2400 soorten van 656 geslachten en meer dan 120 families representeren. Vooral planten uit Azië, Centraal- en Zuid-Amerika zijn in de collectie vertegenwoordigd. De tropische collectie omvat onder meer varens en bloemplanten uit de families Acanthaceae, Araceae, Arecaceae, Begoniaceae, Bromeliaceae, Gesneriaceae, Orchidaceae en Zingiberaceae.

## Faciliteiten
De tuin heeft een winkel die onder meer boeken, planten, zaden en kleding van duurzame materialen verkoopt.
Er is een bibliotheek, de Helen Fowler Library. In deze bibliotheek zijn boeken te vinden over onderwerpen als botanie, tuinbouw, tuinen, tuinieren, landschappen, flora van de wereld, botanische kunst en illustraties, bloemschikken, fytotherapie en etnobotanie. De bibliotheek is aangesloten bij de Council on Botanical and Horticultural Libraries, een internationale organisatie van individuen, organisaties en instituten die zich bezighouden met de ontwikkeling, het onderhouden en het gebruik van bibliotheken met botanische literatuur en literatuur over tuinen.
De tuin beschikt over een herbarium: het Kathryn Kalmbach Herbarium. Dit herbarium bevat meer dan 45.000 specimens, met de nadruk op de flora van Colorado en de zuidelijke Rocky Mountains. Ook zijn er gecultiveerde planten in de collectie opgenomen. Daarnaast is er een herbarium voor schimmels: Herbarium of Fungi. Dit herbarium omvat schimmels uit de zuidelijke Rocky Mountains, waaronder 22.000 specimens die meer dan 1700 soorten en 250 geslachten representeren.

## Activiteiten en samenwerkingsverbanden
De botanische tuin houdt zich bezig met de bescherming van planten die van nature voorkomen in Colorado. De tuin verzamelt data over het voorkomen van planten met behulp van floristische inventarisaties. Ook worden er demografische gegevens van planten verzameld.
De tuin houdt zich bezig met de herintroductie van planten in het wild. Er worden zaden van zeldzame plantensoorten bewaard. Deze zaden worden opgeslagen in de zaadbank van het National Center for Genetic Resources Preservation in Fort Collins (Colorado).
De tuin houdt zich ook bezig met onderzoek naar het herstel van oorspronkelijke habitats en de bestrijding van invasieve plantensoorten die een bedreiging vormen voor de oorspronkelijke flora van Colorado.
De botanische tuin is aangesloten bij Center for Plant Conservation, een netwerk van botanische instituten dat zich bezighoudt met de bescherming van de oorspronkelijke flora van de Verenigde Staten. Tevens is de tuin aangesloten bij de Plant Conservation Alliance (PCA), een samenwerkingsverband dat zich richt op de bescherming van planten die van nature voorkomen in de Verenigde Staten. Ook is de tuin aangesloten bij de American Public Gardens Association, een netwerk van publiek toegankelijke tuinen in Noord-Amerika. Daarnaast is de tuin aangesloten bij Botanic Gardens Conservation International, een non-profitorganisatie die botanische tuinen samen wil brengen in een wereldwijd samenwerkend netwerk om te komen tot het behoud van de biodiversiteit van planten. De tuin is een geaccrediteerd museum volgens de American Association of Museums. Voor het beheer van de Denver Botanic Gardens at Chatfield wordt samengewerkt met het Lady Bird Johnson Wildflower Center in Austin (Texas).
De botanische tuin is aangesloten bij de American Society of Botanical Artists, een vereniging die zich richt op de promotie van contemporaine botanische kunst.